# ایستگاه پلیس
کلانتری

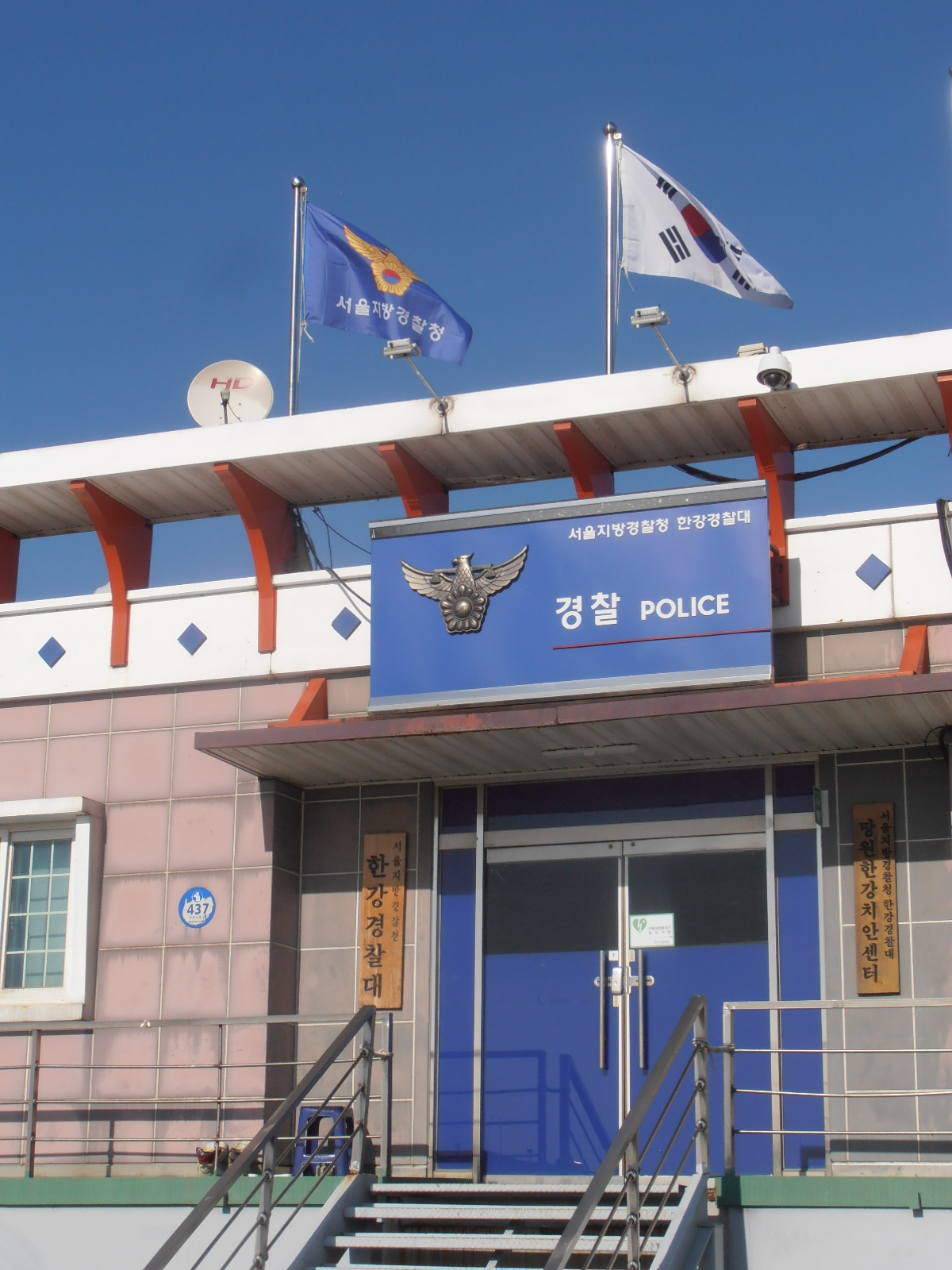
یک پاسگاه پلیس در ماپو، کره جنوبی

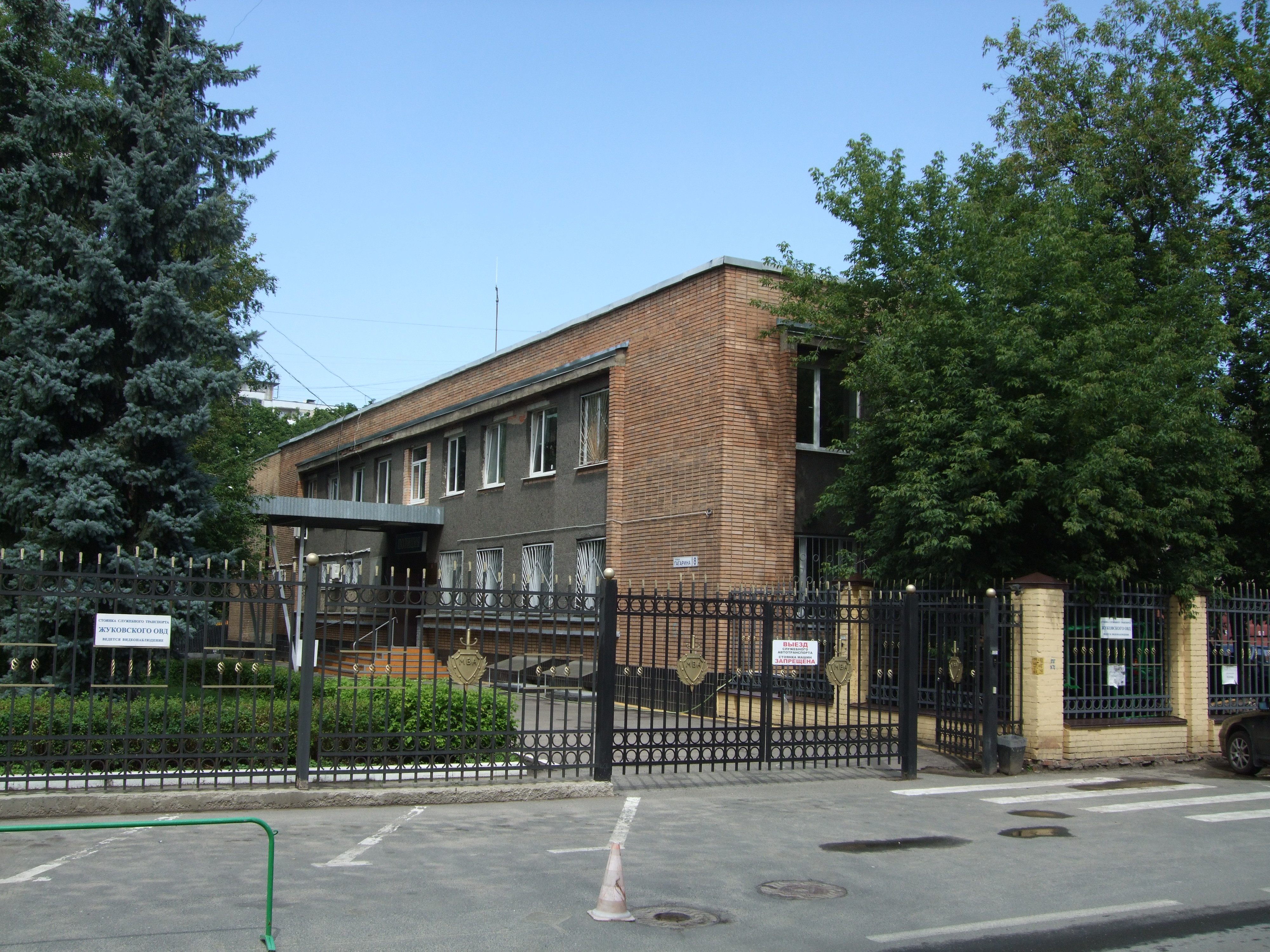
یک پاسگاه پلیس در ژوکوفسکی، استان مسکو، روسیه

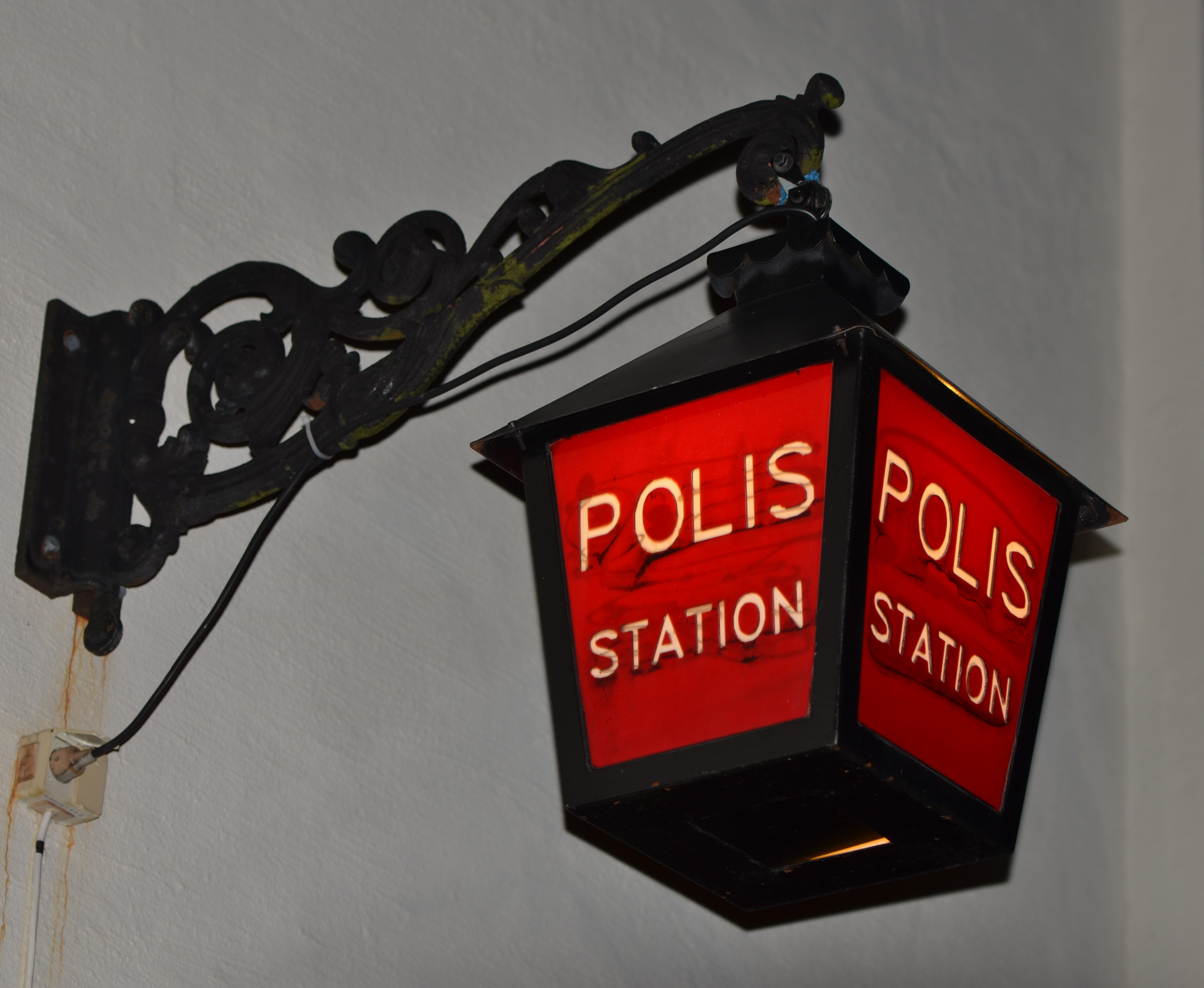
تابلوی قرمز در خارج از ایستگاه پلیس سوئد

پاسگاه پلیس (که گاهی اوقات «کلانتری» نیز نامیده می‌شود) ساختمانی است که برای اسکان افسران پلیس و سایر اعضای کارکنان ساخته شده‌است. این ساختمانها اغلب شامل دفاتر و محل اقامت پرسنل و وسایل نقلیه، همراه با رختکن، سلولهای نگهداری موقت و اتاق مصاحبه / بازجویی است.

## نام
بخش‌های بزرگ ممکن است کلانتری‌های زیادی برای پوشش منطقه مورد استفاده خود داشته باشند. اسامی استفاده شده برای این امکانات عبارتند از:
- پادگان بسیاری از ایستگاه‌های گشت پلیس پلیس و بزرگراههای ایالتی آمریکا و ایرلند.
- دفتر منطقه ای برای گشت بزرگراه کالیفرنیا.
- خانه حوزه، یا حوزه غیررسمی، برای برخی از دپارتمان‌های پلیس شهری در ایالات متحده مانند اداره پلیس شهر نیویورک، اداره پلیس ممفیس، اداره پلیس نیوارک، جایی که ایستگاه‌ها مسئول حوزه‌ها هستند.
- خانه پلیس
- دفتر پلیس، به ویژه در اسکاتلند.
- خانه ایستگاه
- پست‌های فرعی امکانات کمتری دارد که توسط بسیاری از ادارات بخصوص کلانترهای شهرستان مورد استفاده قرار می‌گیرند.
- Detachment، پلیس سوار سلطنتی کانادا

چندین نام غیررسمی وجود دارد، مانند "فروشگاه پلیس"، "پلیس خانه" یا (در انگلستان) "nick".
منطقه ای که یک ایستگاه پلیس در آن خدمت می‌کند دارای نامهای مختلفی از جمله حوزه، ناحیه، بخش و منطقه است. با این حال، در برخی از نیروهای پلیس مانند اداره همپشایر، ایستگاه‌های پلیس به منطقه خاصی خدمت نمی‌کنند و افسران انعطاف‌پذیری زیادی نسبت به مکانی که می‌توانند فعالیت کنند دارند.

## امکانات
امکانات معمول در کلانتری‌ها شامل موارد زیر است:
- فضای اداری که افسران، کارآگاهان و کارمندان اداری می‌توانند در آن کار کنند.
- سلولهای بازداشت شدگان در انگلستان، منطقه دارای سلول به عنوان مجموعه حضانت شناخته می‌شود.
- اتاق مصاحبه، هم برای بازداشت شدگان و هم برای بازدیدکنندگان غیر بازداشت شده.
- اتاق‌های املاک برای ذخیره شواهد و اموال توقیف شده.
- کمد و انبار برای نگهداری تجهیزات.
- یک میز پذیرایی برای بازدید کنندگان عمومی.
- پارکینگ برای وسایل نقلیه مختلف.
- اتاقی برای پرسنل سایر خدمات اورژانس

ایستگاه‌های تخصصی در تعدادی از کشورها وجود دارد. یک مثال شامل ایستگاه‌های پلیس زنان در آمریکای لاتین است.

## توسط کشور

### ایرلند
ایستگاه‌های پلیس (یا پادگان) Garda Síochána در انواع زیر، به ترتیب صعودی از نظر اندازه وجود دارند:
- ایستگاه‌های زیرمجموعه: ایستگاه‌ها در شهرهای کوچک و روستاها، با هدایت یک افسر که درجه ای بالاتر از یک گروهبان ندارد. از دهه ۱۹۸۰، بسیاری از این ایستگاه‌های کوچک بسته شده یا به صورت نیمه وقت فعالیت می‌کنند.
- دفتر مرکزی: در بزرگترین شهر در منطقه گاردا واقع شده‌است، با ارشدترین افسر ناظر است.
- بخش مرکزی: در بزرگترین شهر یا شهر در یک بخش گاردا واقع شده‌است که به نوبه خود چندین منطقه را تشکیل می‌دهد. ارشدترین افسر پلیس مقام سرپرست ارشد نیز دارد.
- مقر گاردا: در پارک ققنوس، دوبلین واقع شده و شامل دفتر کمیساری گاردا، و همچنین سایر افسران ارشد است.

### انگلستان
شهرستان constabularies در بریتانیا قبلاً بر اساس روستای سازماندهی شده بود. بیشتر روستاها از هر اندازه دارای «خانه پلیس» بودند. خانه‌های پلیس در روستاهای کوچک اغلب توسط یک پاسبان یکنواخت و یکنواخت کار می‌کردند، و ایستگاه‌های بزرگتر با تعداد بیشتری کارمند کار می‌کردند. کلانتری‌های محلی تحت فرماندهی یک گروهبان، که ایستگاه وی به عنوان «ایستگاه گروهبان» شناخته می‌شد، در یک گروه قرار گرفتند.
در اسکاتلند ممکن است از یک ایستگاه پلیس به عنوان دفتر پلیس یاد شود.

### امارات متحده عربی
علاوه بر ایستگاه‌های پلیس کارمند و سنتی، تعدادی دکه نیز در دبی وجود دارد که از طریق صفحه لمسی ویدیویی امکان دسترسی فوری به خدمات پلیس را فراهم می‌کند.

## نگارخانه
- یک ایستگاه پلیس انگلیس: ایستگاه Wood Street در ویکفیلد
- غرفه کمک پلیس، هند
- در هامبورگ، آلمان.
- کلانتری و دادگاه در کووپیو، فنلاند.
- بسیاری از مراکز پلیس انگلیس و مشترک‌المنافع چراغ آبی در بیرون دارند.
- سلولهای مورد استفاده در ایستگاه پلیس لیت بین سالهای ۱۸۳۳ و ۲۰۰۳
- مجتمع امنیت عمومی دادگاه J.C. "Buster" در استافورد ، تگزاس
- ایستگاه پلیس در پاتاگونیا (شیلی جنوبی).
- ایستگاه اداره پلیس نیویورک سیتی اولین ایستگاه  حوزه در Varick Street در منهتن جنوبی، شهر نیویورک.
- A kōban (کلانتری کوچک) در گینزا، توکیو